# Nirryti
Nirryti (rozpad) – w Wedach bogini podziemia i południowego zachodu, później w hinduizmie bóg, jeden ze strażników stron świata.
Był początkowo człowiekiem, lecz po śmierci za walkę z bandą rabusiów został w nagrodę strażnikiem południowego zachodu. Wyobraża się go jako dosiadającego człowieka lub demona. 

## Literatura przedmiotu
- Marta Jakimowicz-Shah, Andrzej Jakimowicz: Mitologia indyjska. Warszawa: WAiF, 1986, seria: mitologie świata. ISBN 83-221-0334-4. Brak numerów stron w książce